# RNA polymerase

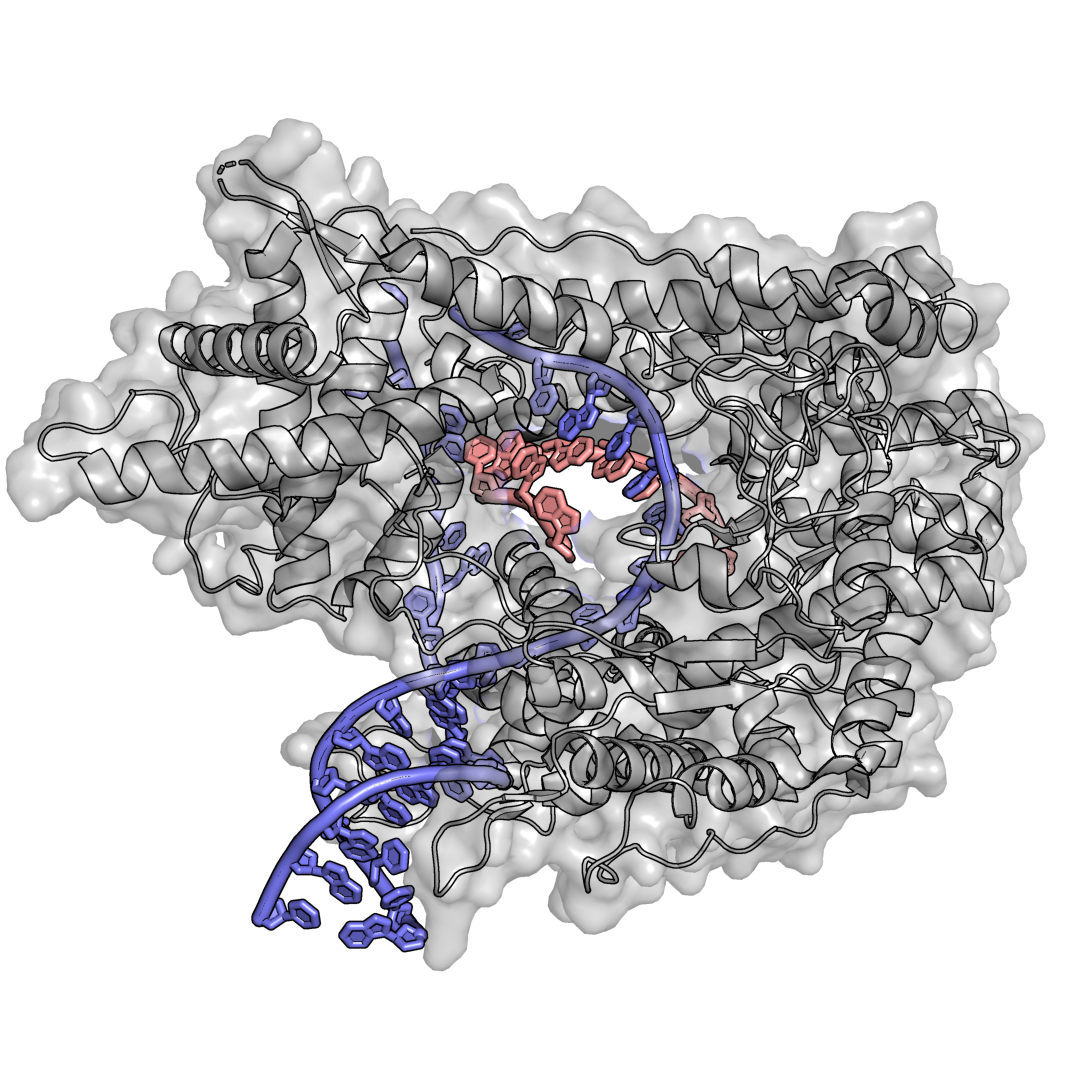
Mô hình RNA polymerase từ Enterobacteria phage T7 với cấu trúc đoạn DNA và RNA. Prôtêin có màu xám, DNA có màu xanh, RNA màu hồng.

RNA polymerase thường được gọi trong tiếng Việt là RNA pôlymêraza là một loại enzym chuyên xúc tác quá trình tổng hợp các loại phân tử RNA từ gen. RNA pôlymêraza còn được gọi tên theo chức năng của nó là enzym phiên mã.

## Chức năng
RNA polymeraza có khả năng nhận biết gen khuôn mẫu tương ứng, gắn vào vùng điều hoà của gen này và tiến hành phiên mã.
Sau khi đã gắn vào vùng điều hoà của gen, RNA pôlymêraza có khả năng chuyển đổi trình tự pôliđêôxiribônuclêôtit (DNA) (poly DRN) thành trình tự chuỗi ribônuclêôtit (poly RN) mang mã phiên, từ đó dịch mã mới tiến hành được.
Sự tổng hợp (tạo thành) hoặc phân giải (loại bỏ) enzym này có liên quan đến biểu hiện gen.

## Cấu tạo
Gồm có nhân tố xích ma(nhận biết promoter). Enzym lõi(kéo dài chuỗi ribonucleotid) enzym lõi có hai chuỗi anpha, 1 chuỗi beta, 1 chuỗi beta '